# Hydra harbinensis
Hydra harbinensis är en nässeldjursart som beskrevs av Fan och Shi 2003. Hydra harbinensis ingår i släktet Hydra och familjen Hydridae. Inga underarter finns listade i Catalogue of Life.